# 오치아이 에이지
오치아이 에이지(일본어: 落合 英二, 1969년 7월 25일 ~ )는 일본의 전 프로 야구 선수이자, 현 일본 프로 야구 주니치 드래곤스의 2군감독이다. 현역 시절 주니치 드래건스의 중간계투진에서 활약한 우완 투수로 알려져 있다.

## 선수 시절

### 아마추어 시절
도치기현 출신으로 사쿠신가쿠인 고등학교 3학년 때 이시이 다쿠로 투수(요코하마 다이요 훼일스에 입단)가 소속된 아시카가 공업고등학교한테 패해 도치기현 예선 대회에서 팀은 4위로 끝났다. 긴테쓰 버펄로스에서 신인왕을 수상한 도치기 현립 우쓰노미야미나미 고등학교의 다카무라 히로시는 고등학교 시절의 동기생이다.
고교 졸업 후 니혼 대학에 입학하며 150km/h의 스트레이트를 무기로 프로 야구 드래프트의 유력한 후보로 거론됐지만, 대학교 4학년 때 투구 중 오른쪽 팔꿈치에 부상을 당했다. 한때 선수 생명에 큰 부담을 느꼈지만, 그가 회복됐다고 판단한 주니치 드래건스가 1991년 프로 야구 드래프트 회의에서 1순위로 도호쿠 복지대학의 에이스 사이토 다카시의 낙첨 1순위로 지명을 받아 입단했다.

### 주니치 드래건스시절
프로 1년차인 1992년에는 사파이어를 묻는 대수술을 받아 재활군에 머물렀다. 프로 2년차인 1993년 이후 주로 선발로 1군 등판 기회를 얻었지만 계속 선발로서 뚜렷한 성적을 남기지 못했다. 오치아이 히로미쓰가 현역 선수로서 활약했던 시기에 기본적으로 전광판에는 선수 이름을 에이지는‘오치아이 에이’(落合英), 히로미쓰는‘오치아이’(落合) 라고 표기하고 있었다. 한때 도쿄 돔에서는 히로미쓰가‘오치아이 히로’(落合博)가 표기된 적이 있는 것 외에도 요미우리 신문 등 일부 언론에서는 히로미쓰를‘오치아이 히로’(落合博)를 사용하고 있었다.
1998년에 발탁된 미야타 유키노리 투수코치의 권유로 중간 계투를 맡고 있던 선동열에게 연결하는 셋업맨으로 고정됐던 것이 전환기가 됐다. 55경기에 등판해 2점대 평균자책점, 4승 5패, 5세이브의 성적을 올려 투수 부문 타이틀인 최우수 중간 계투 투수를 차지했다. 이듬해 1999년에는 이상훈, 신인이었던 이와세 히토키 등과 강력한 중간 계투진을 형성해 팀의 리그 우승을 이끌었다. 이후에도 계속 활약해 2002년부터 야마다 히사시 감독의 지휘 하에 뚜렷한 결과를 남겼다.
오치아이 히로미쓰가 감독으로 취임한 2004년에는 중간 계투의 일각으로서 활약했고, 그 해에 부진을 겪었던 이와세 히토키를 대신해 중간 계투로 활동했다. 9월 26일에는 선발 등판해 팀 승리에 기여했다. 2005년에는 오치아이 히로미쓰 감독의 권유로 다시 선발로 전향했지만, 뚜렷한 결과를 남기지 못하고 다시 중간 계투로 재전향했다.
2006년에는 투구 폼 등의 문제로 2군에서 시즌을 시작했고, 1군에 복귀해도 기대 이상의 결과를 내지 못해 1군 5경기 등판에 그쳤다. 팀가 리그에서 우승할 당시 1군에는 없었지만, 그를 쭉 지탱해 온 나가타 트레이너가 감독의 헹가래를 받는 순간에 그의 등번호인 ‘26’번을 앞에 내걸어“만세”를 외쳤다. 나가타 트레이너 외에도 그를 그리워하고 있던 아라키 마사히로나 아사쿠라 겐타도 모자 뒤에 ‘26’을 새기며 경기에 출전했다. 같은 해 시즌 후 방출 통보를 받았고, 구단은 2군 투수 코치를 맡아달라는 요청이 있었지만 본인은 현역 생활을 계속하겠다는 의사를 나타내 극구 사양했다. 이후 은퇴했다.

## 야구선수 은퇴 후
2007년 ~ 2009년까지 주부닛폰 방송의 야구 해설 위원을 맡아 평론가로 활동했고, 주니치 시절의 인연으로 당시 선동열이 감독을 맡고 있었던 삼성 라이온즈에서 코치 연수를 받았다. 2010년에는 삼성 라이온즈의 투수코치로 부임했고, 이듬해 류중일로 감독이 바뀐 2011년부터는 투수 기용의 전권을 맡아 투수진을 이끌었다. 2011년 시즌 후 일본에서 투수코치 제의가 왔지만 대한민국에서 3년 정도 머무를 것을 계획했던 그는 2012년까지 삼성 라이온즈에 남겠다는 의사를 밝히며 잔류했다. 이듬해 2012년에는 팀이 2년 연속 한국시리즈 우승을 달성했고, 2012년 아시아 시리즈가 끝난 후 사임했다.
2013년부터는 야구해설가로 복귀해 주부닛폰 방송·도카이 라디오 방송·TV 아이치 등에 해설자로서 출연했고 주니치 스포츠의 야구 평론가도 맡았다.
2014년 10월 16일에 지바 롯데 마린스의 투수코치로 부임했다.
2018년에 삼성 라이온즈의 투수코치로 복귀했다.
2019년 시즌 후 투수코치를 정현욱에게 넘긴 뒤, 2020년부터 삼성 라이온즈의 2군 감독으로 활동했는데 순수 일본인 투수 출신 2군감독은 본인(오치아이)가 유일하다. 2021년 시즌 후 다쓰나미 가즈요시가 주니치 드래곤스의 신임 감독으로 부임하면서 그가 수석코치 겸 투수코치로 선임됐으며 2024년부터 2군감독으로 자리를 옮겼다.

## 출신 학교
- 사쿠신가쿠인 고등학교
- 니혼 대학

## 기타 경력
해설자
- 주부닛폰 방송 야구 해설자(2007년 ~ 2009년, 2013년 ~ 2014년)
- 주니치 스포츠 야구 평론가(2013년 ~ 2014년)

## 수상·타이틀 경력
- 최우수 중간 계투 1회(1998년)

## 개인 기록

### 첫 기록
- 첫 등판 : 1993년 7월 28일, 대 요코하마 베이스타스 19차전(나고야 구장), 9회초에 2번째 투수로서 구원 등판·마무리, 1이닝 무실점
- 첫 탈삼진 : 1993년 8월 5일, 대 히로시마 도요 카프 13차전(히로시마 시민 구장), 8회말에 에토 아키라로부터
- 첫 승리 : 1993년 9월 28일, 대 요미우리 자이언츠 21차전(나고야 구장), 7회초에 4번째 투수로서 구원 등판, 1이닝 무실점
- 첫 세이브 : 1994년 7월 2일, 대 요코하마 베이스타스 15차전(요코하마 스타디움), 8회말 1사에 3번째 투수로서 구원 등판·마무리, 1과 2/3이닝 무실점
- 첫 선발·첫 선발 승리 : 1995년 5월 27일, 대 야쿠르트 스왈로스 7차전(지바 마린 스타디움), 6이닝 1실점
- 첫 완투 승리·첫 완봉 승리 : 1996년 4월 24일, 대 야쿠르트 스왈로스 5차전(메이지 진구 야구장)
- 첫 홀드 : 2005년 7월 1일, 대 야쿠르트 스왈로스 7차전(메이지 진구 야구장), 5회말에 2번째 투수로서 구원 등판, 2이닝 무실점

### 기타
- 올스타전 출장 : 2회(1999년, 2003년)
- 1구 승리 투수 : 1999년 7월 11일, 대 한신 타이거스 15차전(나고야 돔), 9회초 1사에 구원 등판·마무리, 이마오카 마코토를 병살타로 처리 ※역대 9번째
- 1구 패전 투수 : 1995년 4월 27일, 대 한신 타이거스 5차전(한신 고시엔 구장), 10회말에 구원 등판, 글렌 데이비스에게 끝내기 홈런 ※역대 13번째
- 1구 승리·1구 패전을 양쪽 모두 기록 ※사상 최초

## 등번호
- '19' (1992년 ~ 1993년)
- '71' (1994년)[4]
- '25' (1995년)
- '26' (1996년 ~ 2006년)
- '88' (2010년 ~ 2012년, 2015년 ~ 2021년)
- '77' (2022년 ~ 2024년)
- '88 '(2025년 ~ 현재)

### 연도별 투수 성적
| 연 도       | 소 속       | 등 판 | 선 발 | 완 투 | 완 봉 | 무 4 구 | 승 리 | 패 전 | 세 이 브 | 홀 드 | 승 률 | 타 자 | 이 닝 | 피 안 타 | 피 홈 런 | 볼 넷 | 고 4 | 몸 맞 | 탈 삼 진 | 폭 투 | 보 크 | 실 점 | 자 책 점 | 평 자 책 | W H I P |
| ----------- | ----------- | ----- | ----- | ----- | ----- | ------- | ----- | ----- | -------- | ----- | ----- | ----- | ----- | -------- | -------- | ----- | ---- | ----- | -------- | ----- | ----- | ----- | -------- | -------- | ------- |
| 1993년      | 주니치      | 10    | 0     | 0     | 0     | 0       | 1     | 1     | 0        | --    | .500  | 36    | 9.1   | 5        | 1        | 5     | 3    | 0     | 7        | 1     | 0     | 2     | 2        | 1.93     | 1.07    |
| 1994년      | 주니치      | 27    | 0     | 0     | 0     | 0       | 2     | 1     | 1        | --    | .667  | 146   | 34.0  | 35       | 2        | 14    | 1    | 1     | 23       | 0     | 0     | 13    | 12       | 3.18     | 1.44    |
| 1995년      | 주니치      | 30    | 14    | 0     | 0     | 0       | 3     | 9     | 2        | --    | .250  | 404   | 96.1  | 119      | 11       | 16    | 4    | 3     | 47       | 0     | 0     | 54    | 51       | 4.76     | 1.40    |
| 1996년      | 주니치      | 24    | 14    | 3     | 2     | 1       | 4     | 6     | 1        | --    | .400  | 411   | 96.1  | 98       | 6        | 29    | 6    | 2     | 61       | 1     | 0     | 49    | 40       | 3.74     | 1.32    |
| 1997년      | 주니치      | 19    | 9     | 2     | 0     | 1       | 4     | 7     | 0        | --    | .364  | 271   | 66.1  | 66       | 3        | 7     | 1    | 2     | 52       | 0     | 0     | 33    | 27       | 3.66     | 1.10    |
| 1998년      | 주니치      | 55    | 0     | 0     | 0     | 0       | 4     | 6     | 5        | --    | .400  | 308   | 73.1  | 81       | 3        | 12    | 2    | 0     | 36       | 0     | 0     | 29    | 23       | 2.82     | 1.27    |
| 1999년      | 주니치      | 56    | 0     | 0     | 0     | 0       | 5     | 4     | 2        | --    | .556  | 207   | 51.2  | 43       | 8        | 9     | 2    | 2     | 27       | 0     | 0     | 17    | 16       | 2.79     | 1.01    |
| 2000년      | 주니치      | 21    | 0     | 0     | 0     | 0       | 0     | 2     | 0        | --    | .000  | 83    | 19.2  | 20       | 0        | 6     | 4    | 1     | 18       | 2     | 0     | 7     | 6        | 2.75     | 1.32    |
| 2001년      | 주니치      | 45    | 0     | 0     | 0     | 0       | 0     | 3     | 2        | --    | .000  | 177   | 41.2  | 41       | 1        | 11    | 3    | 1     | 19       | 0     | 0     | 14    | 8        | 1.73     | 1.25    |
| 2002년      | 주니치      | 37    | 0     | 0     | 0     | 0       | 1     | 2     | 0        | --    | .333  | 138   | 34.1  | 27       | 1        | 7     | 4    | 3     | 21       | 0     | 0     | 12    | 10       | 2.62     | 0.99    |
| 2003년      | 주니치      | 61    | 0     | 0     | 0     | 0       | 7     | 0     | 1        | --    | 1.000 | 215   | 56.0  | 53       | 4        | 5     | 2    | 0     | 35       | 0     | 0     | 11    | 11       | 1.77     | 1.04    |
| 2004년      | 주니치      | 42    | 1     | 0     | 0     | 0       | 4     | 3     | 10       | --    | .571  | 186   | 44.0  | 46       | 3        | 10    | 2    | 2     | 17       | 0     | 0     | 12    | 12       | 2.45     | 1.27    |
| 2005년      | 주니치      | 31    | 6     | 0     | 0     | 0       | 2     | 1     | 0        | 8     | .667  | 210   | 47.2  | 64       | 6        | 10    | 0    | 1     | 27       | 0     | 0     | 26    | 25       | 4.72     | 1.55    |
| 2006년      | 주니치      | 5     | 0     | 0     | 0     | 0       | 0     | 0     | 0        | 0     | ----  | 20    | 4.1   | 6        | 1        | 1     | 0    | 1     | 3        | 0     | 0     | 4     | 4        | 8.31     | 1.62    |
| 통산 : 14년 | 통산 : 14년 | 463   | 44    | 5     | 2     | 2       | 37    | 45    | 24       | 8     | .451  | 2812  | 675.0 | 704      | 50       | 142   | 34   | 19    | 393      | 4     | 0     | 283   | 247      | 3.29     | 1.25    |

- 1992년은 1군 출장 없음.